# Silver Session for Jason Knuth
Silver Session for Jason Knuth es un EP de Sonic Youth de 1998. Sus ocho canciones están compuestas enteramente de acoples de guitarra con baterías sintetizadas ocasionales. El título del disco hace referencia a "Jason Knuth", un fan de la banda que se suicidó. Las recaudaciones por la venta del disco fueron donadas al San Francisco Suicide Prevention Hotline.

## Lista de canciones
1. "Silver Panties" – 4:27
2. "Silver Breeze" – 1:19
3. "Silver Flower" – 4:48
4. "Silver Wax Lips" – 4:20
5. "Silver Loop" – 4:25
6. "Silver Shirt" – 7:17
7. "Silver Son" – 1:43
8. "Silver Mirror" – 2:44

- Datos: Q3052903